# Tah (Arabische letter)

Tah in geïso-leerde vorm

Tah, طاء, is de 16e letter van het Arabisch alfabet. Hij stamt af van de letter tet uit het Fenicisch alfabet en is daardoor verwant met de Griekse thèta en de Hebreeuwse tet. Hij heeft geen equivalent in het Latijns alfabet. Aan de tah kent men de getalswaarde 9 toe.

## Uitspraak
De tah behoort tot de vier emfatische medeklinkers in het Arabisch en kent geen equivalent in het Nederlands. De plaats van vorming is dezelfde als bij de "t"-klank "ta". Men spant het spraakapparaat echter licht aan en buigt het achterste deel van de tong tegen het verhemelte. Dit geeft soms enigszins een "vod in de mond" klank.
De tah is een zonneletter, dat wil zeggen dat hij een voorafgaand bepaald lidwoord "al" assimileert. Voorbeeld "de baby" - الطفل : uitspraak niet "al-Tifl" maar "aT-Tifl".

## Tah in Unicode
| Unicode Codepoint | U+0637            |
| Unicode-Name      | ARABIC LETTER TAH |
| HTML              | &#1591;           |
| ISO 8859-6        | 0xd7              |

Basisalfabet: ا (alif) · 
ب (ba) · 
ت (ta) · 
ث (tha) · 
ج (jim) ·
ح (ḥa) ·
خ (kha) ·
د (dal) ·
ذ (dhal) ·
ر (ra) ·
ز (zai) ·
س (sin) ·
ش (sjin) ·
ص (ṣad) ·
ض (ḍad) ·
ط (ṭah) ·
ظ (ẓa) ·
ع (ain) ·
غ (gain) ·
ف (fa) ·
ق (qaf) ·
ك (kaf) ·
ل (lam) ·
م (mim) ·
ن (nun) ·
ه (ha) ·
و (waw) ·
ي (ya)
Aanvullende tekens: ء (hamza) ·
آ (alif madda) ·
ة (tāʾ marbūṭa) ·
ى (alif maqṣūra) ·
لا (lām-alif)
Klinkertekens: fatḥa ·
kasra ·
ḍamma ·
shadda ·
sukūn ·
waṣla